# Лоя (співачка)
Ольга Ігорівна Засульска (30 грудня 1988, Кременчук, УРСР) — російська[джерело?] співачка українського походження, композитор і авторка пісень у стилі поп, більш відома під сценічним псевдонімом Лоя. Занесена до переліку осіб, які створюють загрозу нацбезпеці України.
Кар'єру розпочала солісткою в гурті «5sta Family», який не раз удостоювався нагород і премій, серед яких «Музичний прорив року». У 2011 році співачка покинула гурт і до грудня 2017 року вела сольну кар'єру. На початку грудня 2017 року було оголошено про повернення до «5sta Family».

## Біографія
Ольга народилася в місті Кременчук, де проживала в промисловому районі на вулиці Героїв Бреста. За національністю українка. Батько — Ігор Володимирович Засульський — композитор, музикант. Мати — Ірина Володимирівна Засульска (до шлюбу Цибульник) — співачка, музикантка.
Вже в дошкільному віці Ольга захоплювалася музикою. У 4 року дебютувала як співачка на муніципальному конкурсі краси Полтави: соло на пісню «Жив відважний капітан», де посіла перше місце. Ходила до Полтавської гімназії № 33.
З 6 років Ольга Засульська навчалася в школі мистецтв за класом фортепіано і одночасно навчалася грі на скрипці, але другий інструмент освоювала нетривалий час. В 11 років написала першу пісню «My Love», яку тепер виконує на своїх концертах. Два роки займалася в модельній школі.
Влітку 2002 року переїхала з Полтави до Москви. Закінчила 11 клас у московській школі № 1037. Паралельно підробляла кур'єркою в дистриб'юторській музичній компанії. Через півроку припинила цю діяльність і почала пробуватися на різноманітних кастингах. У 2006 році познайомилася з Василем Косинським і Валерієм Єфремовим і увійшла до гурту 5sta Family.

### 5sta Family
Влітку 2006 року Лоя отримала пропозицію стати солісткою групи 5sta Family. Тоді ж артисти пройшли кастинг телеканалу MTV в передачу «Робимо Діток», де вони стали фіналістами і заявили про себе. Їх помітив продюсер Олег Миронов і група підписала контракт з Music People.
У 2009 році Лоя написала пісню «Я буду», яку згодом разом з групами 5sta Family і 23:45 записали і випустили. За підсумками 2010 року сингл отримав нагороди «Пісня Року», «Золотий грамофон», «Бог ефіру» в номінації «Радіохіт — дует» і був номінований на 8-му щорічну Премію Муз-ТБ як «Прорив року», «Краща пісня» і «Кращий дует» і премію ZD Awards як «Прорив року».
У 2010 році Лоя знову написала текст і музику до нового синглу «Навіщо?», який за даними порталу tophit.ru посів бронзове місце серед найбільш ротованих пісень 2010 року. Тоді ж на молоду групу звернув увагу відомий продюсер Олександр Войтинський, який зробив пропозицію записати саундтрек до фільму «Ялинки» Тимура Бекмамбетова. У 2010 році вийшла нова пісня «Любов без обману».
Паралельно Лоя під керівництвом продюсера Олега Миронова приступила до роботи над сольним матеріалом. Продюсер познайомив співачку з репером T-killah, і восени 2011 року відбувся реліз на пісню «Повернися». За підсумками 2011 року сингл став хітом радіоефірів і лідером серед російськомовних пісень.
На піку кар'єри, 25 жовтня 2010 року на студії звукозапису помер продюсер Олег Миронов. Навесні 2011 року Лоя зібрала прес-конференцію, на якій оголосила про відхід з групи і початку сольної кар'єри. Співачка уклала контракт з продюсером Олегом Некрасовим у травні 2011 року.

### Сольний проєкт «Лоя»
У 2011 році почалася сольна кар'єра Лої в співпрацею з Олегом Некрасовим, який продюсував музичні групи «Градуси» і «Непара».
З моменту спільної роботи з Олегом Некрасовим в образі Лої відбулися численні зміни. Невід'ємною частиною її іміджу стають бантики. Лоя знаходить ляльковий образ дівчинки, над яким працювала стиліст Олександра Білоус.
28 листопада 2011 року вийшов реліз дебютної сольної пісні «Троянди темно-червоні», одночасно з цим на екранах музичних каналів з'явився відеокліп, режисером якого став Владилен Разгулін. На відміну від інших студійних проектів, сконцентрованих на реп бітах, характерною рисою для «Троянди темно-червоні» є музика у стилі поп. Лірична композиція отримала позитивні відгуки від музичних критиків, і увійшла в 20-ку кращих пісень за рейтингами проекту Червона Зірка завдяки національному голосуванню. У березні 2013 року Лоя записала нову композицію під назвою «Зірки» і випустила однойменний кліп. Восени того ж року, Лоя записує дует на пісню та кліп «Бережи любов» — спільний проект з репером Джиганом.
7 червня 2016 року вийшла пісня «Тримай мене ближче».
3 лютого 2017 року вийшла нова пісня «Різні», написана Базілем. Ця пісня увійшла в дебютний сольний альбом Лої 2017 року. 
21 квітня 2017 року відбулася прем'єра дебютного альбому «Лоя». 

### Повернення в 5sta Family

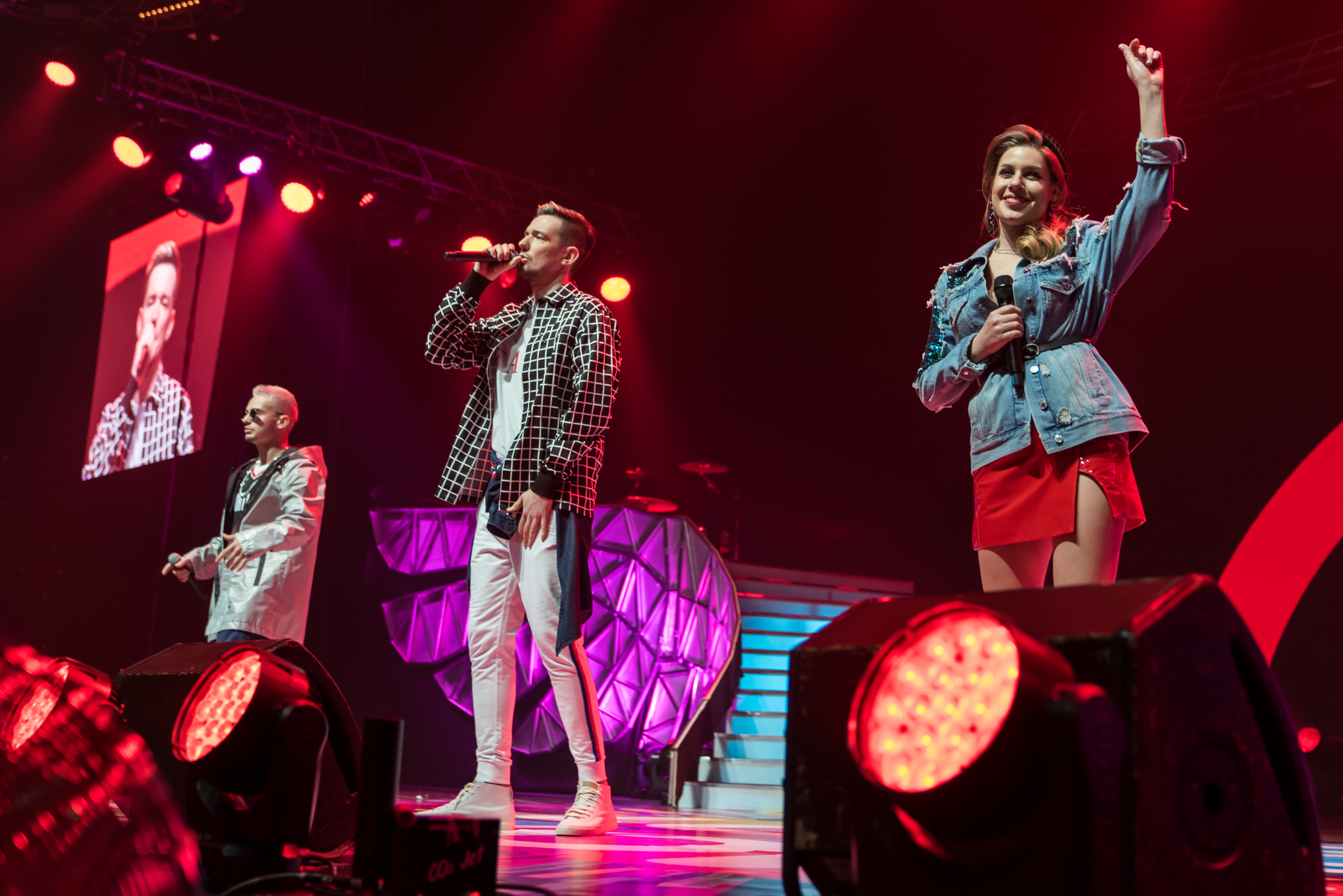
5sta Family на Big Love Show 2018

У грудні 2017 року, після відходу Лери, Лоя знову стала солісткою групи 5sta Family. 5 грудня 2017 року вийшов сингл 5sta Family «Знову разом».

## Нагороди та премії
| Рік  | Нагорода                          | Пісня                   | Номінація            | Результат |
| ---- | --------------------------------- | ----------------------- | -------------------- | --------- |
| 2011 | Жінка року Glamour                | -                       | Співачка Року        | Номінація |
| 2011 | Премія «Прорив року» Moda Topical | -                       | Музичний Прорив Року | Перемога  |
| 2012 | Премія RU.TV                      | «Троянди темно-червоні» | Кращий старт         | Номінація |
| 2012 | 20-ка Кращих Пісень Червона Зірка | «Троянди темно-червоні» | -                    | 13 місце  |

## Дискографія

### У складі групи«5sta Family»
| Назва   | Інформація                                                                     |
| ------- | ------------------------------------------------------------------------------ |
| Навіщо? | - Реліз: 17 березня 2012 - Лейбл: Music Zion - Формат: CD, цифрова дистрибуція |

- «Нічне місто» (2008)
- «Я буду» (2009)
- «Навіщо?» (2010)
- «На відстані дзвінка» (2010)
- «Любов без обману» (feat. 23:45) (2010)
- «Прокидайся» (2011)
- «Знову разом» (2017)

### Сольна кар'єра під псевдонімом«Лоя»
Студійні альбоми
| Назва | Інформація                                                                     |
| ----- | ------------------------------------------------------------------------------ |
| ЛОЯ   | - Реліз: 21 квітня 2017 - Лейбл: Моноліт Рекордс - Формат: цифрова дистрибуція |

Офіційні сингли
| Назва                               | Альбом | Дата релізу  | Рік  |
| ----------------------------------- | ------ | ------------ | ---- |
| «Троянди темно-червоні»             | ЛОЯ    | 1 січня      | 2012 |
| «Зірки»                             | ЛОЯ    | 12 квітня    | 2013 |
| «Бережи любов» (спільно з Джиганом) | ЛОЯ    | 19 листопада | 2013 |
| «Сніжинки»                          | ЛОЯ    | 17 грудня    | 2014 |
| «Тримай мене ближче»                | ЛОЯ    | 7 червня     | 2016 |
| «Різні»                             | ЛОЯ    | 3 лютого     | 2017 |

### Дуети за участю«Лої»
- «Повернись» (спільно з T-killah)
- «Дівчина з іншої планети» (спільно з Хаба)

## Відеографія
У складі групи 5sta Family
| Рік  | Кліп                             | Режисер               | Альбом      |
| ---- | -------------------------------- | --------------------- | ----------- |
| 2008 | «Нічне місто»                    | Костянтин Черепків    | «Навіщо?»   |
| 2009 | «Я буду» (feat. 23:45)           | Алекс Хамраев         | «Навіщо?»   |
| 2010 | «Навіщо?»                        | Марат Адельшин        | «Навіщо?»   |
| 2010 | «На відстані дзвінка»            | Костянтин Черепків    | «Навіщо?»   |
| 2010 | «Любов без обману» (feat. 23:45) | Олександр Войтинський | Без альбому |
| 2011 | «Прокидайся»                     | Френк Борін           | «Навіщо?»   |

Сольно
| Рік  | Кліп                              | Режисер           | Альбом                               |
| ---- | --------------------------------- | ----------------- | ------------------------------------ |
| 2011 | «Повернись» (feat. T-killah)      | Хиндрек Маасик    | Boom (альбом T-killah) / ЛОЯ         |
| 2012 | «Троянди темно-червоні»           | Владилен Разгулин | ЛОЯ                                  |
| 2013 | «Зірки»                           | Григорій Іванець  | ЛОЯ                                  |
| 2013 | «Бережи любов» (спільно з Джиган) | Рустам Романів    | Музика. Життя (альбом Джигана) / ЛОЯ |
| 2014 | «Сніжинки»                        | Рустам Романів    | ЛОЯ                                  |
| 2016 | «Тримай мене ближче»              | Максим Рожков     | ЛОЯ                                  |
| 2017 | «Різні»                           | Максим Рожков     | ЛОЯ                                  |